# 城市形态学
城市形态学（英語：urban morphology）是研究人类聚居地的形式及其形成和变化过程的学科。该学科旨在通过研究都市圈、城市、鎮或乡村的组成部分的模式以及所有权或管辖权和占有权，来了解其空间结构和特征。通常，对物质形式的分析着重于街道模式、地块模式和建筑模式，有时统称为城市肌理（urban grain）。对特定聚居地的分析通常使用地图资源来进行，其发展过程可通过比较历史地图推测得出。
该学科特别注重城市的物质形态如何随时间变化以及不同城市之间的比较。该领域另一重要部分是关于城市的物理布局中表达的社会形式的研究，以及相反地，物理形式如何生产或再生产各种社会形式。
形态学思想的实质最初见于诗人兼哲学家歌德（1790）的著作。但是，该术语最早是在生物科学中使用的。最近，该词越来越常用于地理学、地质学、语文学等学科领域。在地理学中，城市形态学作为一个特定的研究领域，兴起于劉易斯·芒福德、James Vance和Sam Bass Warner。英国的Peter Hall和Michael Batty以及法国的Serge Salat也是该领域的重要人物。
城市形态学被认为是对城市组织或肌理的研究，是辨别通常与城市设计有关的环境水平的一种手段。组织包括相连的邻里的形态（开放空间、建筑物）和功能（人类活动）。邻里在建筑物、空间和功能（主题）的排布上表现出可识别的模式，但其中的变化仍符合一套有组织的规则。通过了解城市化过程中嵌入的结构和过程，这种方法挑战了未规划环境是“混乱”、“模糊有机”的普遍看法。复杂性科学提供了进一步的解释，显示出多个个体的互不协调的行动中如何出现高度规则的城市结构。此外，它也与维持这些结构的长期能量和物质流有关。

## 结构
城市形态学处理人类聚居地时，通常视之为长期形成的无意识的产物，它们是通过一代又一代建筑活动的积累形成的。这留下了一系列的轨迹，为后续的建筑活动提供了框架，并为城市建设过程（例如土地细分、基础设施建设或建筑建造）提供机会和约束。阐明和分析这些轨迹的逻辑是城市形态学的核心问题。
城市形态通常不以对象为中心，因为它强调城市组成部分之间的关系。与语言学类比，其重点放在主动词汇及其句法上。因此，存在一种趋势：使用形态学技术研究城市的普通、非纪念性区域，并强调过程及其结构，而非任何特定的状态或物体，从而超越建筑并察看整个建筑景观及其内部逻辑。
罗杰·特兰西克（Roger Trancik）讨论了可指导分析的三种主要的城市空间设计和城市形态理论：
1. 图底理论（Figure and Ground theory）
2. 连接理论（Linkage theory）
3. 场所理论（Place Theory）

图底理论是为了研究覆盖地表的建筑物实体（图）与开敞的空地（底）之间关系的研究而建立的。每个城市环境都有现状的实体和空地模式，而运用图底关系的空间设计方法通过增加、减少或更改图案的物质几何形状来控制这些关系。这些控制的目的是通过建立不同尺度的空间的层次结构，使城市或地区中城市空间的结构更清晰，这些空间各自相对封闭，但彼此之间相互呼应。连接理论则侧重于由街道、人行道、线性开放空间或其他物理上连接城市各部分的元素。而场所理论是基于人类需求和使用的结构化系统。

## 思想流派
广义上讲，城市形态学有三种学派：意大利、英国和法国学派。
意大利学派以萨维利奥·穆拉托里的作品为中心，其历史可追溯至1940年代。穆拉托里尝试推演其所研究的城市（尤其是威尼斯和罗马）的“运营历史”，然后为将新建筑作品与城市组织的句法进行整合提供基础。从这种观点出发的有诸如Gianfranco Caniggia的作品，其中将城市概念化为动态程序类型学的有机结果，该类型学认为政治经济力量塑造由特定逻辑、要素集和特征性过程制约的建筑景观。
英国学派以M. R. G. Conzen的作品为中心，他提出了“盎格魯日耳曼人歷史地理學（Anglo-Germanic historico-geographers）”及一种称为“城镇规划分析（town-plan analysis）”的研究方法。根据Conzen，分析的关键层面是：
1. 城镇规划
2. 建筑形态模式
3. 土地利用模式

城镇规划又包含三个规划要素的复合体：
1. 街道及其在街道系统中的组织方式
2. 地块及其汇总成的街区
3. 建筑在街区规划中的形式

对于Conzen而言，通过历史了解这些方面和元素的分层是理解城市形态的关键。J.W.R. Whitehand （页面存档备份，存于）等Conzen的追随者 （页面存档备份，存于）已经研究了将这些知识用于历史和现代城镇景观管理的途径。
法国学派主要以凡尔赛建筑学院为基地，为分析城市化进程和相关建筑模型积累了广泛的方法论知识。他们十分强调建成空间对维持社会习俗的重要性；建筑景观与社会之间的关系是辩证的，两者相互影响。

### 芝加哥学派
作为一座工业城市，芝加哥的社会经济问题显而易见，亟待深入研究。因此，一些城市社会学家和地理学家，例如威廉·艾萨克·托马斯（研究移民）、罗伯特·E·帕克和欧内斯特·伯吉斯，试图分析芝加哥的形态以解决这些问题。
伯吉斯采用生态方法来强调有机体与环境之间的关系。他使用了类似的生物学因素来解释工厂分布，并建立了同心圆模型，其中包括中央商务区（CBD）、过渡区（受到商业和移民的侵入）、高级住宅区和几个通勤区，以及在城市边缘的郊區。

### 形态发生学派
科学家Maitri Singhai和数学家Nikos Salingaros在形态发生和涌现的基础上创建了新的城市形态学派。亚历山大在《秋序的本质》中提出，城市发展是一个类似于生物体内细胞生长的计算过程，而这些过程的展开产生了城市景观及其类型。一些城市主义者试图将这一理论转变为一种实用的涌现城市主义 （页面存档备份，存于）。

## 延伸阅读
- Conzen, M.R.G., Alnwick, Northumberland: A study in town-plan analysis, London, Institute of British Geographers, 1969
- Kropf, Karl, Handbook of urban morphology, London: Wiley, 2017
- Ley, Karsten: Understanding Urban Forms as Results of a Conditioning System of Interrelated Factors: （页面存档备份，存于） Some Thoughts on the Issue of Morphologically Defining the City （页面存档备份，存于）, RWTH Aachen 2010.
- Malfroy, Sylvain and Gianfranco Caniggia, L'approche morphologique de la ville et du territoire.  Zürich: Eidgenössische Technische Hochschule, Lehrstuhl fur Städtebaugeschichte, October 1986.
- Moudon, Anne Vernez, Built for Change: Neighbourhood Architecture in San Francisco.' Cambridge MA, MIT Press, 1986.
- Moudon, Anne Vernez, Getting to Know the Built Landscape: Typomorphology.  in Franck, Karen A and Lynda H Schneekloth, Ordering Space: Types in Architecture and Design New York: Van Nostrand Reinhold, 1994.
- Panerai, Philippe, Jean-Charles Depaule, Marcelle Demorgon, and Michel Veyrenche, Elements d'analyse urbaine.  Brussels: Editions Archives d'Architecture Moderne, 1980.
- Salat, Serge, Cities and Forms: on sustainable urbanism, Hermann Ed., 2011.